# Sarrigné
Sarrigné es una comuna francesa situada en el departamento de Maine y Loira, en la región de Países del Loira.

## Demografía
| 229 | 232 | 213 | 481 | 635 | 743 | 818 |
| Para los censos de 1962 a 1999 la población legal corresponde a la población sin duplicidades (Fuente: INSEE [Consultar]) |     |     |     |     |     |     |